# Cycas szechuanensis
Cycas szechuanensis är en kärlväxtart som beskrevs av C.Y. Cheng, W.C. Cheng och Li Kuo Fu. Cycas szechuanensis ingår i släktet Cycas, och familjen Cycadaceae. IUCN kategoriserar arten globalt som akut hotad. Inga underarter finns listade i Catalogue of Life.